# Plunderphonics
Plunderphonics és un gènere musical en què les pistes es construeixen a partir de mostres d'obres musicals reconeixibles. El terme va ser encunyat pel compositor John Oswald el 1985 en el seu assaig "Plunderphonics, or Audio Piracy as a Compositional Prerogative" i finalment definit explícitament a les notes del seu àlbum Grayfolded. La pràctica de plunderphonics es pot considerar una forma de collage sonor. Oswald l'ha descrit com una pràctica referencial i autoconscient que interroga les nocions d'originalitat i identitat.
Tot i que el concepte de plunderphonics és aparentment ampli, a la pràctica hi ha molts temes comuns que s’utilitzen en el qual normalment s’anomena música plunderphonic. Això inclou una àmplia mostra de pel·lícules educatives dels anys cinquanta, informes de notícies, programes de ràdio o qualsevol cosa amb anunciants vocals formats. Les contribucions d'Oswald a aquest gènere poques vegades feien servir aquests materials, amb l'excepció de la seva cançó "Power", semblant al rap del 1975.
El procés de Sampleig d'altres fonts es troba en diversos gèneres (en particular el hip-hop i sobretot el turntablism), però en les obres plunderfoniques el material mostrat és sovint l'únic so utilitzat. Aquestes mostres no solen ser esborrades i, de vegades, comporten accions legals a causa de la infracció dels Drets d'autor. Alguns artistes de plunderphonics utilitzen el seu treball per protestar pel que consideren lleis de copyright excessivament restrictives. Molts artistes plunderphonic afirmen que l'ús de materials d'altres artistes cau sota la doctrina de l'ús just.
Un desenvolupament del procés és quan els músics creatius saquegen una pista original i superposen material i sons nous a la part superior fins que la peça original queda emmascarada i es retira, tot i que sovint utilitza escales i ritme. És una tècnica basada en estudis utilitzada per grups com la banda experimental nord-americana The Residents (que utilitzaven temes dels Beatles). Sovint, el nou tema té poca semblança amb l'original, cosa que el converteix en una obra derivada i, per tant, allibera el músic de problemes de drets d'autor.

## Exemples primerencs
Tot i que el terme plunderphonics tendeix a aplicar-se només a la música feta des que Oswald la va encunyar als anys vuitanta, hi ha diversos exemples de música anterior fets en línies similars. Cal destacar que el single de Dickie Goodman i Bill Buchanan de 1956, "The Flying Saucer", presenta a Goodman com a reporter de ràdio que cobreix una invasió extraterrestre intercalada amb mostres de diversos registres contemporanis. "Més enllà de la vall d'un dia a la vida" de The Residents consta de fragments de discos dels Beatles. Diversos DJ de clubs dels anys 70 van reeditar els discs que van tocar i, tot i que sovint no consistia en res més que ampliar el disc afegint un o dos cors, també es podria considerar una forma de plunderfonia.
Alguns compositors clàssics han interpretat una mena d'espoli de música escrita, en lloc de gravada. Potser l'exemple més conegut és el tercer moviment de Sinfonia de Luciano Berio, que es compon íntegrament de cites d'altres compositors i escriptors. Alfred Schnittke i Mauricio Kagel també han fet un ús extensiu de les obres anteriors dels compositors. Entre els compositors anteriors que sovint saquejaven la música d'altres, hi havia Charles Ives (que sovint citava cançons populars i himnes a les seves obres) i Ferruccio Busoni (un moviment de la seva suite de piano de 1909 An die Jugend inclou un preludi i una fuga de Johann Sebastian Bach tocats simultàniament). Durant els anys 90, Oswald va compondre moltes d'aquestes partitures per a músics clàssics que va classificar amb el terme Rascali Klepitoire.
A França, Jean-Jacques Birgé treballa en "radiofonies" des del 1974 (per la seva pel·lícula "La nuit du phoque"), captant ràdio i editant les mostres en temps real amb el botó de pausa d'un radiocasset. El seu grup Un Drame Musical Instantané va enregistrar "Crimes parfaits" al LP "A travail égal salaire égal" el 1981, explicant tot el procés de la peça i anomenant-lo "paisatge sonor social". Va aplicar la mateixa tècnica a la televisió el 1986 a "Qui vive?" CD i publicat al CD de 1998 "Machiavel" amb Antoine Schmitt, un vídeo interactiu que utilitza 111 petits bucles dels seus propis LP.

## Plunderphonics(EP)
Plunderphonics va ser utilitzat com a títol d'un llançament d'un EP per John Oswald. L'ús original de la paraula per Oswald era indicar una peça que va ser creada a partir de mostres d'un sol artista i cap altre material. Influït per la tècnica de tall de William S. Burroughs, va començar a fer enregistraments plunderfonics als anys setanta. El 1988 va distribuir còpies de l'EP Plunderphonics a la premsa i a les emissores de ràdio. Contenia quatre temes: "Pretender" presentava un senzill de Dolly Parton cantant "The Great Pretender" progressivament alentit en una placa giratòria de Lenco Bogen, de manera que finalment sona com un home; "Don't" va ser la gravació d'Elvis Presley de la cançó titular superposada amb mostres de l'enregistrament i overdubs de diversos músics, inclosos Bob Wiseman, Bill Frisell i Michael Snow ; "Primavera" era una versió editada d ' El ritu de la primavera d'Igor Stravinsky, barrejada i amb diferents parts jugades les unes sobre les altres; "Pocket" es va basar en el "Corner Pocket" de Count Basie, editat de manera que diverses parts es repeteixen diverses vegades.

## Plunderphonic(àlbum)
El 1989 Oswald va llançar una versió àlbum de Plunderphonics molt ampliada amb vint-i-cinc temes. Com a l'EP, cada tema utilitzava material d'un sol artista. Va reelaborar material tant de músics populars com The Beatles, com d'obres clàssiques com la Simfonia núm. 7 de Ludwig van Beethoven. Com l'EP, mai no es va vendre a la venda. Una idea central darrere del registre era que el fet que tots els sons fossin " robats " hauria de ser bastant flagrant. L'envàs indicava les fonts de totes les mostres utilitzades, però no es va sol·licitar ni donar l'autorització per a la seva utilització al registre. Totes les còpies no distribuïdes de plunderphonic van ser destruïdes després d'una amenaça d'accions legals de l'Associació Canadenca de la Indústria de la Gravació en nom de diversos dels seus clients (en particular Michael Jackson, la cançó " Bad " de la qual havia estat trossejada en petits trossos i reordenada com a "Dab") ") que va suposar abús de drets d'autor. Diverses declaracions de premsa de representants de la indústria discogràfica van revelar que un tema particular de discrepància era la portada de l'àlbum que presentava una imatge transformada de Michael Jackson derivada de la seva portada Bad.

## Treballs posteriors
Posteriorment, Phil Lesh es va apropar a Oswald per utilitzar el material de Grateful Dead en el qual es va convertir en l'àlbum Grayfolded.
Obres posteriors d'Oswald, com ara Plexure, que dura només vint minuts, però que es diu que conté al voltant de mil mostres molt breus de música pop unides, no són estrictament "plunderfoniques" segons la concepció original d'Oswald el terme megaplundermorphonemiclonic per a plexura), però el terme "plunderphonic" s'utilitza avui en un sentit més fluix per indicar qualsevol música formada completament o gairebé completament per mostres. Plunderphonics 69/96 és una recopilació de l'obra d'Oswald, que inclou temes del CD original de plunderphonic.

## Obres d'altres artistes
Un altre subministrador important del que es pot descriure com a plunderfonía va ser Negativland (Vegeu " Ús just de Negativland: la història de la lletra U i el número 2 "). Tot i que Oswald utilitzava fonts familiars i fàcils de reconèixer, les fonts de Negativland de vegades eren més obscures. A Big 10-8 Place de 1983, per exemple, consisteix en enregistraments de gent que parla a la ràdio. El seu pròxim àlbum, Escape From Noise, com la majoria dels seus discos posteriors, també fa un ús extensiu de mostres de paraules parlades, sovint per fer punts polítics particulars. El seu llançament més famós, l'EU2 EP, va comptar amb un ampli discurs del DJ Casey Kasem de la ràdio i va provar àmpliament la versió de U2 " Encara no he trobat el que estic buscant", que va donar lloc a una demanda presentada pel segell U2, Records de l'illa.
Tant Oswald com Negativland van fer els seus enregistraments tallant cinta magnètica (o més tard utilitzant tecnologia digital), però diversos DJs també han produït obres plunderfoniques amb plats giratoris ; de fet, "excavar" per a mostres té un paper important en la cultura de DJ. Christian Marclay és un tocadisc que des de finals dels anys setanta fa servir els discos d'altres persones com a única font de producció musical. Sovint tracta els registres de maneres inusuals, per exemple, ha tallat físicament un grup de registres i els ha enganxat, fent un collage visual i auditiu. De vegades, diversos discos de música parlada o de saló comprats a les botigues de segona mà es combinen per fer un tema de Marclay, però el seu àlbum More Encores retalla temes de la talla de Maria Callas i Louis Armstrong d'una manera similar al treball d'Oswald a Plunderphonics. L'enfocament experimental de Marclay ha estat adoptat per persones de la talla de Roberto Musci i Giovanni Venosta, Otomo Yoshihide, Philip Jeck i Martin Tétreault, tot i que en les obres d'aquests artistes els registres utilitzats de vegades són molt dissimulats i irreconocibles, cosa que significa que els resultats no es poden anomenar adequadament plunderfonics.
The Bran Flakes i People Like Us han utilitzat discos de segona mà per crear la seva música; la banda de pop canadenca TAS 1000 va fer el mateix amb les cintes del contestador automàtic de segona mà. A finals dels anys 80, músics domèstics com Coldcut, S'Express i MARRS van utilitzar collages retallats per construir cançons de música de ball. Kid 606 ha creat bastants treballs plunderfonics (sobretot "The Action Packed Mentallist Bring You the Fucking Jams"), de manera similar mai buscant permís, tot i que la seva obra es ven comercialment. Akufen va utilitzar més de 2000 mostres de so saquejades per construir el seu àlbum My Way. Wobbly també és conegut pels seus treballs plunderfonics, sobretot "Wild Why", una peça de CD compilada a partir dels seus propis enregistraments de ràdio hip-hop convencional de la zona de la badia de San Francisco. A Itàlia, Filippo Paolini (alias Økapi) ha publicat diversos àlbums amb mostres també per a projectes de música post-clàssica.
Vicki Bennett, de People Like Us, ha ampliat l'ideal plunderphonic al vídeo, creant pel·lícules per acompanyar la seva música saquejant els recursos del Prelinger Archives, la part en línia de la col·lecció de l'arxiver del cinema Rick Prelinger. Anne McGuire va utilitzar tècniques similars a la seva pel·lícula de 1992, Strain Andromeda The. Amb permís, McGuire va invertir The Andromeda Strain, tret per tret, de manera que tot es desenvolupava en ordre invers, tot i que cada escena funcionava en temps normal amb un diàleg comprensible.
Un altre enfocament és agafar dos discos molt diferents i reproduir-los simultàniament. Un primer exemple d'això és Whipped Cream Mixes (1994) de l' Evolution Control Committee, que va posar les veus de "Rebel Without a Pause" de Public Enemy sobre "Bittersweet Samba" de Herb Alpert. Això va donar lloc a l'anomenat fenomen "pop bastard" o "mash-up" on es barreja una versió a cappella d'una cançó a sobre d'una versió purament instrumental d'una altra cançó. Soulwax i Richard X han produït discos en aquesta línia.
Les llengües de programació de flux de dades permeten noves possibilitats en projectes de plunderphonics, com ara Pure Data i Max / Msp, que permeten a l'artista llançar fins i tot autèntiques obres aleatòries, que sonaran de manera diferent cada vegada que l'oient executa l'algoritme, un exemple d'aquest enfocament és el obra d' Alea T. - Hot 01-00-09.
També hi ha diversos projectes de plunderphonics establerts en webs. El "Projecte Droplift" va crear un CD recopilatori d'obres plunderphonic que després es va “pujar” a les botigues de discos (això implicava lliscar còpies del disc als prestatges sense que el propietari de la botiga ho sabés, una mena de robatori invers). Dictionaraoke va agafar clips d'àudio de diccionaris en línia i els va unir de manera que recitaven les paraules de diverses cançons populars mentre es reproduïen versions instrumentals de la música (sovint en representacions MIDI). Vaporwave, que consisteix en gran part en la música popular mostrada i alentida dels anys 80, ha estat citat com un subgènere de la plunderfonía.